# 中国紅客連盟
中国紅客連盟（ちゅうごくホンクーれんめい）は、主に中国大陸に存在するハックティヴィズムで知られるグループの総称。世界最大のハッカー集団とされる。文字通りその名は「紅い客」を意味し、よく中国語翻字にしたハッカー（黑客、hēikè ヘイクー、文字通りブラック・ハットの「黒い客」）と対比される。略称は紅客。

## 概要
中国紅客連盟を名乗るグループは複数存在する。
その言葉「紅客」は1999年5月以降に浮上し、それはユーゴスラビアベオグラードのアメリカ合衆国による中国大使館爆撃の時であり、それ以来、紅客たちは紅客連盟を形成し、そのメンバーらはハッキング技能に愛国心とナショナリズムを兼ね備え、アメリカ合衆国のウェブサイトに一連のアタックを仕掛け、ほとんど政府関係のサイトであった。
その名はまた、共産党の色である紅のハッカーが、黒いハッカーたちを相手に戦っていることを示唆する。その年以降、紅客たちは、アメリカ帝国主義および日本軍国主義と見なされる事柄に対し、中国政府を援護してハックティヴィズムの活動を続けた。
あるグループは現在Red Hacker Allianceと合併している。

## 中国政府との関係
中国政府がグループを監督する証拠は何もないが、 あらゆる類型のサイバー犯罪に対する公式な政府の姿勢がそこにあり、 紅客連盟と他のフリーランスの中国人ハッカーたちは中国政府と複雑な関係を持っている。 グレッグ・ウォルトンの研究の言及では、北京の政治的目標がグループのナショナリストの意見とともに集結した時、中国政府は紅客連盟を「proxy force」として動かすことができたということである。 彼がまた言及した事実では、メンバーたちはその技能で中国政府からの利得があり、また中国政府がメンバーにセキュリティと軍の部隊に入るように要求した。 最後に、グレッグ・ウォルトンはグループ内には公式に中国政府に認定され統合されようという要求が存在すると指摘した。

## 紅客によるアタック

### ツェリン・オーセル
- 2008年5月　チベットのライター/ブロガーで政治的反体制者ツェリン・オーセルは、彼女のSkypeとEメールアカウントの偽装を通じてサイバー・アタックに晒されたと報道され、また彼女のウェブサイトはハックされた。このアタックは紅客連盟によるものと断定された[4][5]。

### 初心者向け日本攻撃専用DOSツールの配布
- 2011年4月6日　紅客のリーダー格メンバー奠愛は「初心者向け日本攻撃専用DOSツール」を配布した。使用方法のビデオ付きでブログにアップし、6月から盛んに宣伝していたとされる。これらの攻撃は中国政府が暗にそそのかしている可能性を記事は伝えている[6]。

## 尖閣諸島中国漁船衝突事件との関係
2010年9月に尖閣諸島中国漁船衝突事件が起き、同組織が満州事変の発端となった柳条湖事件から79年目にあたる、9月18日まで日本政府機関などのウェブサイトを攻撃する計画を表明していた。
また、9月16日夜から17日の未明まで警察庁のサイトが全く繋がらなかったり、違うページへの切り替えが遅くなったりする状態が続き、大量のデータを標的に送りつけて機能をマヒさせる攻撃を受けた可能性がある。しかし同組織が攻撃した疑惑はあるが、真相は不明である。